# Luc Nilis
Luc Gilbert Cyrille Nilis (ur. 25 maja 1967 w Hasselt) – piłkarz belgijski grający na pozycji napastnika.

## Kariera klubowa

### Winterslag
Nilis urodził się w mieście Hasselt, leżącym w prowincji Limburgia. Swoją piłkarską karierę rozpoczynał w małym klubie F.C. Halveweg Zonhoven. W 1984 roku Nilis został zawodnikiem drugoligowego zespołu KFC Winterslag. W jego barwach zadebiutował dość szybko, bo w 1984 roku w wieku 17 lat. W drugiej lidze grał przez 2 sezony, ale jako nastolatek popisywał się skutecznością zdobywając przez ten czas łącznie 16 goli w lidze.

### RSC Anderlecht
Gra Nilisa nie przeszła niezauważona przez kierownictwo i trenera RSC Anderlecht i w 1986 roku zawodnik przeszedł do tego klubu. W pierwszym sezonie zagrał w połowie meczów, ale zdobył 5 goli w lidze, a przy okazji mógł świętowac swój pierwszy tytuł mistrza Belgii. Natomiast w sezonie 1987/88 grał już w pierwszym składzie tworząc linię ataku z doświadczonym Australijczykiem Eddie Krnceviciem. Zdobył 14 goli w lidze i został najlepszym strzelcem zespołu, ale Anderlecht nie obronił mistrzostwa kraju, za to wywalczył Puchar Belgii. W 1989 roku Nilis zdobył z Anderlechtem drugi z rzędu krajowy puchar, a w lidze zawodnik strzelił 19 goli, ale to jego kolega z ataku, Krncevic został królem strzelców ligi (23 bramki). W sezonie 1989/90 Luc wystąpił z Anderlechtem w rozgrywkach Pucharu Zdobywców Pucharów i dotarł z drużyną do finału, w którym sam wystąpił, ale nie potrafił zapobiec porażce 0:2 z Sampdorią. Po sezonie z klubu odszedł Krncevic, a nowym partnerem w napadzie Nilisa został Marc van den Linden. Luc zdobył 10 bramek i przyczynił się do wywalczenia swojego drugiego mistrzostwa Belgii. Następnie co roku był na tyle skuteczny, że zdobywał ponad 15 bramek w lidze. W 1991 roku miał ich na koncie 19 (najwięcej w drużynie), a w 1992 16. W 1993 roku kolejny raz został ze stołecznym klubem mistrzem kraju (w mistrzowskim sezonie strzelił 19 goli, znów najwięcej w drużynie), w 1994 roku wywalczył dublet i zdobył 25 bramek, ale został jedynie wicekrólem strzelców ligi, gdyż 6 bramek więcej zdobył belgijski Chorwat Josip Weber.

### PSV Eindhoven
Latem 1994 Nilis postanowił wyjechać zagranicę i przyjął wówczas ofertę PSV Eindhoven. Do zespołu ściągnął go Aad de Mos, a piłkarze PSV mieli za zadanie przerwanie hegemonii Ajaksu Amsterdam i wywalczenie po 3 latach przerwy mistrzostwa Holandii. W sezonie 1994/95 Nilis stworzył atak z Brazylijczykiem Ronaldo. Sam zdobył 12 goli, ale to jego partner w ataku był największą gwiazdą zespołu i strzelając 30 bramek, został królem strzelców Eredivisie. PSV jednak nie wywalczyło mistrzostwa, podobnie jak rok później, ale Nilis osiągnął za to sukces indywidualny z 21 bramkami zostając najlepszym strzelcem ligi. Belg powtórzył ten sukces także w sezonie 1996/97, a dodatkowo po raz pierwszy wywalczył mistrzostwo Holandii z klubem z Eindhoven. W 1998 roku strzelił 13 bramek, ale rok późnej już 24, o 7 mniej od klubowego kolegi Ruuda van Nistelrooya, dzięki czemu został drugim strzelcem ligi. Jednak pomimo skuteczności obu napastników PSV zajęło dopiero 3. pozycję w lidze za Feyenoordem oraz Willem II Tilburg. W 2000 roku Nilis drugi i ostatni raz został mistrzem Holandii, a strzelił wtedy 19 bramek, tyle co kolega klubowy Arnold Bruggink i o 10 mniej od van Nistelrooya.

### Aston Villa
W lipcu 2000 Nilisowi skończył się kontrakt z PSV i postanowił na zasadzie wolnego transferu przejść do angielskiej Aston Villi. W Premiership zawodnik zadebiutował 27 sierpnia 2000 w zremisowanym 1:1 meczu z Chelsea F.C. i już w debiucie zdobył gola. Wystąpił także w kolejnym ligowym meczu, przegranym 1:3 z Liverpoolem, a także w następnym, wygranym 2:1 z Ipswich Town. Jednak w tym ostatnim meczu zderzył się z bramkarzem rywali, Richardem Wrightem, w wyniku czego złamał nogę. Kontuzja okazała się na tyle groźna, ze Nilis musiał zakończyć piłkarską karierę. W momencie feralnego meczu liczył sobie 33 lata.

## Kariera w liczbach
| Sezon   | Klub           | Kraj     | Rozgrywki                | Mecze | Bramki |
| ------- | -------------- | -------- | ------------------------ | ----- | ------ |
| 1984/85 | KFC Winterslag | Belgia   | Tweede Klasse            | 22    | 5      |
| 1985/86 | KFC Winterslag | Belgia   | Tweede Klasse            | 25    | 11     |
| 1986/87 | RSC Anderlecht | Belgia   | Eerste Klasse            | 16    | 5      |
| 1987/88 | RSC Anderlecht | Belgia   | Eerste Klasse            | 32    | 14     |
| 1988/89 | RSC Anderlecht | Belgia   | Eerste Klasse            | 33    | 19     |
| 1989/90 | RSC Anderlecht | Belgia   | Eerste Klasse            | 27    | 10     |
| 1990/91 | RSC Anderlecht | Belgia   | Eerste Klasse            | 30    | 19     |
| 1991/92 | RSC Anderlecht | Belgia   | Eerste Klasse            | 27    | 16     |
| 1992/93 | RSC Anderlecht | Belgia   | Eerste Klasse            | 29    | 19     |
| 1993/94 | RSC Anderlecht | Belgia   | Eerste Klasse            | 30    | 25     |
| 1994/95 | PSV Eindhoven  | Holandia | Eredivisie               | 30    | 12     |
| 1995/96 | PSV Eindhoven  | Holandia | Eredivisie               | 31    | 21     |
| 1996/97 | PSV Eindhoven  | Holandia | Eredivisie               | 26    | 21     |
| 1997/98 | PSV Eindhoven  | Holandia | Eredivisie               | 24    | 13     |
| 1998/99 | PSV Eindhoven  | Holandia | Eredivisie               | 27    | 24     |
| 1999/00 | PSV Eindhoven  | Holandia | Eredivisie               | 26    | 19     |
| 2000/01 | Aston Villa    | Anglia   | Premiership              | 3     | 1      |
|         |                |          | Łącznie w Jupiler League | 224   | 127    |
|         |                |          | Łącznie w Eredivisie     | 164   | 110    |
|         |                |          | Łącznie w Premiership    | 3     | 1      |

## Kariera reprezentacyjna
W reprezentacji Belgii Nilis zadebiutował 26 marca 1988 roku w wygranym 3:0 meczu z Holandią, za selekcjonerskiej kadencji Guya Thysa. Swoją pierwszą bramkę w kadrze zdobył dopiero w swoim dwudziestym czwartym występie, 4 czerwca 1994 roku, a Belgia pokonała w sparingu Zambię 9:0. W tym samym roku został powołany przez selekcjonera Paula Van Himsta do kadry na finały Mistrzostw Świata w USA. Zagrał tam w trzech meczach: dwóch grupowych z Marokiem (1:0) oraz Arabią Saudyjską (0:1), a także przegranym 2:3 w 1/8 finału z Niemcami.
W 1998 roku Nilis pojechał na swój drugi wielki turniej, czyli Mistrzostwa Świata we Francji. W drużynie Georges’a Leekensa był zawodnikiem pierwszej jedenastki i zagrał we wszystkich meczach grupowych: z Holandią (0:0), z Meksykiem (2:2) oraz z Koreą Południową (1:1). W tym ostatnim strzelił gola na 1:0, jednak Belgia nie wyszła z grupy.
W 2000 roku gospodarzami Mistrzostw Europy była Belgia i Holandia. Robert Waseige powołał wówczas do kadry Nilisa, który był jednak rezerwowym dla pary napastników Branko Strupar – Émile Lokonda Mpenza. Zagrał we wszystkich trzech meczach, ale we dwóch pierwszych, wygranym 2:1 ze Szwecją oraz przegranym 0:2 z Włochami, a w ostatnim, przegranym 0:2 z Turcją został zmieniony przez Gilles’a De Bilde. Belgia zajęła dopiero 3. miejsce, nie awansując do dalszej fazy turnieju, a jak się później okazało, mecz z Turcją był jego ostatnim w reprezentacyjnej karierze. Łącznie w reprezentacji Belgii Nilis rozegrał 56 meczów i zdobył 10 bramek.

## Sukcesy
- Mistrzostwo Belgii: 1987, 1991, 1993, 1994 z Anderlechtem
- Puchar Belgii: 1988, 1989, 1994 z Anderlechtem
- Mistrzostwo Holandii: 1997, 2000 z PSV
- Puchar Holandii: 1996 z PSV
- Król strzelców Eredivisie: 1996, 1997
- Piłkarz Roku w Holandii: 1995
- Udział w MŚ: 1994, 1998
- Udział w ME: 2000